# Gerichtsbezirk Mori
Der Gerichtsbezirk Mori war ein dem Bezirksgericht Mori unterstehender Gerichtsbezirk in der Gefürsteten Grafschaft Tirol. Der Gerichtsbezirk war Teil des Trentino und gehörte zum Bezirk Rovereto. Er umfasste Gebiete zwischen Etsch und Gardasee. Nach dem Ersten Weltkrieg musste Österreich den gesamten Gerichtsbezirk an Italien abtreten.

## Geschichte
Der Gerichtsbezirk Mori wurde durch eine 1849 beschlossene Kundmachung der Landes-Gerichts-Einführungs-Kommission geschaffen und umfasste ursprünglich die neun Gemeinden Barano, Brentoniko, Chienis, Manzano, Mori, Nomesino, Pannone, Ronzo und Valle.
Der Gerichtsbezirk Mori bildete im Zuge der Trennung der politischen von der judikativen Verwaltung
ab 1868 gemeinsam mit den Gerichtsbezirken Ala, Rovereto und Nogaredo den Bezirk Rovereto.
Der Gerichtsbezirk Mori wies 1869 eine Bevölkerung von 10.616 Personen auf.
1910 wurden für den Gerichtsbezirk 11.040 Personen ausgewiesen, von denen 12 Deutsch (0,1 %) und 11.009 Italienisch oder Ladinisch (99,7 %) als Umgangssprache angaben.
Durch die Grenzbestimmungen des am 10. September 1919 abgeschlossenen Vertrages von Saint-Germain wurde der Gerichtsbezirk Mori zur Gänze Italien zugeschlagen.

## Gerichtssprengel
Der Gerichtssprengel umfasste 1910 die acht Gemeinden Brentonico, Chienis, Manzano, Mori, Nomesino, Pannone, Ronzo und Valle San Felice.